# من نگهدار جمالی وسترن می‌سازم
من نگهدار جمالی وسترن می‌سازم نام فیلم مستندی به کارگردانی کامران حیدری است. این مستند دربارهٔ زندگی شخصی به نام نگهدار جمالی است که سال‌هاست در شهر شیراز به ساخت فیلم وسترن مشغول بود. کارگردان دربارهٔ عنوان فیلم و نگهدار جمالی این‌گونه توضیح می‌دهد:
«جان فورد هستم، وسترن می‌سازم!» من نیز وقتی برای اولین بار با نگهدار جمالی آشنا شدم به همین شیوه خود را معرفی کرد: «نگهدار جمالی هستم وسترن می‌سازم!» با اعتماد به نفسی قوی و بدون اینکه هیچ سستی در کلامش باشد، او واقعاً وسترن‌ساز است، اما نه در «مانیومنت ولی» و «گراند کنیون» آمریکا بلکه در شیراز و در بیابان‌های اطراف آن، او ۳۵ سال است که وسترن می‌سازد؛ وسترن‌هایی عجیب، مالیخولیایی و در عین حال بسیار ساده.»

## اکران
این فیلم توسط گروه سینمایی هنر و تجربه در اسفندماه ۱۳۹۴، به همراه فیلم قبلی کامران حیدری، دینگو مارو اکران محدودی در سینماهای وابسته به این طرح داشت.